# (12405) Nespoli
(12405) Nespoli ist ein Asteroid des Hauptgürtels, der am 15. September 1995 von den italienischen Astronomen Valter Giuliani und Francesco Manca am Osservatorio Astronomico Sormano (IAU-Code 587) in Sormano entdeckt wurde.
Der Asteroid wurde nach dem italienischen Ingenieur und Astronauten Paolo Nespoli (* 1957) benannt, der ab 1987 am Design des Tethered Satellite System arbeitete und als zweiter italienischer Missionsspezialist 2007 bei seinem Shuttleflug an Bord der Discovery am Ausbau der ISS mitarbeitete.